# Selkirk, Manitoba
Selkirk är en stad i provinsen Manitoba i de västra delarna av Kanada. Vid folkräkningen 2006 uppmättes befolkningen till 9 515 personer , en minskning med 237 personer jämfört med folkräkningen 2001. Den ligger vid Red River of the North 22 km nordost om provinshuvudstaden Winnipeg.
De viktigaste inkomstkällorna är turism, ett lokal stålverk samt ett mentalsjukhus. En lyftbro över floden ger förbindelse med den mindre staden East Sekirk. Staden har förbindelse med Winnipeg via Highway 9 och betjänas av Canadian Pacific Railway.
Selkirk är uppkallad efter Thomas Douglas, 5th Earl of Selkirk, som var den förste att etablera en koloni i området kring Red River of the North.

## Historik
Dagens stad ligger nära mitten av det 530 000 km² stora område som Douglas köpte av Hudson Bay-kompaniet. De första bosättarna kom 1813. Trots att de förhandlade fram ett avtal med salteauxindianerna i området ledde handelskonflikten mellan Hudson Bay-kompaniet och North West Company till våldsamma konfrontationer mellan bosättarna och handelsbolagen.

## Ekonomi och turism

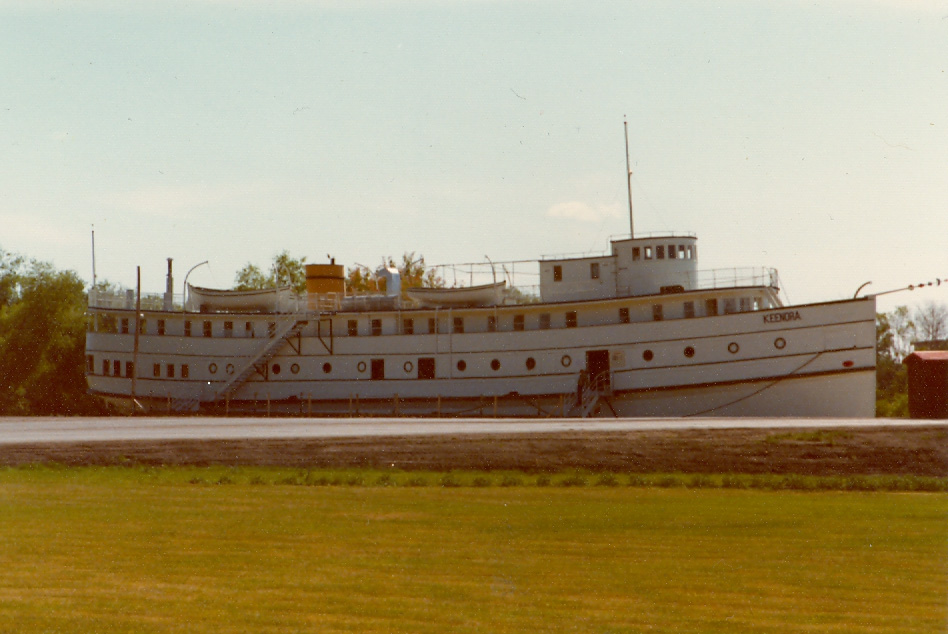
Det marina museet.

Selkirks mentalsjukhus, som är provinsens största, är en av stadens största arbetsgivare. En annan stor arbetsgivare är Gerdau AmeriSteel Manitoba som driver ett stålverk i staden.
Selkirk marknadsförs som Catfish Capital of the World med tanke på det stora antalet malartade fiskar (catfish) i floden. Det finns även ett marint museum med historiska marina föremål från området kring Winnipegsjön och Red River. Den kanadensiska kustbevakningen har en bas här.
Det hålls även en årlig mässa och rodeo som firade sitt 130-årsjubileum 2008 .

## Sport
Här finns ishockeylaget Selkirk Steelers som spelar i Manitoba Junior Hockey League . De spelar i Selkirk Recreation Complex. Andra ishockeylag är Selkirk Fishermen Junior B hockey team som spelar i Keystone Junior Hockey League  och Selkirk Rivermen Hockey Club som spelar i Manitoba East Hockey League .
Ett större idrottsevenemeng som hållits i Selkirk är världsmästerskapet i ishockey för damer 2007 .
Selkirk är även säte för Steeltown Pro Wrestling .

## Klimat
|                                            | Jan   | Feb   | Mar   | Apr  | Maj  | Jun  | Jul  | Aug  | Sep  | Okt  | Nov  | Dec   |
| ------------------------------------------ | ----- | ----- | ----- | ---- | ---- | ---- | ---- | ---- | ---- | ---- | ---- | ----- |
| Normaldygnets maximitemperaturs medelvärde | −12,8 | −8,4  | −1,1  | 9,7  | 18,5 | 22,9 | 25,5 | 24,6 | 18,0 | 10,3 | −1,2 | −9,8  |
| Normaldygnets minimitemperaturs medelvärde | −22,1 | −18,2 | −10,7 | −1,5 | 6,2  | 11,6 | 14,1 | 12,8 | 7,0  | 0,7  | −8,5 | −18,5 |
|                                            |       |       |       |      |      |      |      |      |      |      |      |       |
| Nederbörd                                  | 16,0  | 11,3  | 21,8  | 26,0 | 56,6 | 93,0 | 79,6 | 74,5 | 57,5 | 35,6 | 23,7 | 14,7  |

| Diagram | temperaturer i °C • månadsnederbörd i mm • Källa: Enviromental Canada - Canadian Climate Normals 1971-2000 - Selkirk, Manitoba (engelska) | temperaturer i °C • månadsnederbörd i mm • Källa: Enviromental Canada - Canadian Climate Normals 1971-2000 - Selkirk, Manitoba (engelska) | temperaturer i °C • månadsnederbörd i mm • Källa: Enviromental Canada - Canadian Climate Normals 1971-2000 - Selkirk, Manitoba (engelska) | temperaturer i °C • månadsnederbörd i mm • Källa: Enviromental Canada - Canadian Climate Normals 1971-2000 - Selkirk, Manitoba (engelska) | temperaturer i °C • månadsnederbörd i mm • Källa: Enviromental Canada - Canadian Climate Normals 1971-2000 - Selkirk, Manitoba (engelska) | temperaturer i °C • månadsnederbörd i mm • Källa: Enviromental Canada - Canadian Climate Normals 1971-2000 - Selkirk, Manitoba (engelska) | temperaturer i °C • månadsnederbörd i mm • Källa: Enviromental Canada - Canadian Climate Normals 1971-2000 - Selkirk, Manitoba (engelska) | temperaturer i °C • månadsnederbörd i mm • Källa: Enviromental Canada - Canadian Climate Normals 1971-2000 - Selkirk, Manitoba (engelska) | temperaturer i °C • månadsnederbörd i mm • Källa: Enviromental Canada - Canadian Climate Normals 1971-2000 - Selkirk, Manitoba (engelska) | temperaturer i °C • månadsnederbörd i mm • Källa: Enviromental Canada - Canadian Climate Normals 1971-2000 - Selkirk, Manitoba (engelska) | temperaturer i °C • månadsnederbörd i mm • Källa: Enviromental Canada - Canadian Climate Normals 1971-2000 - Selkirk, Manitoba (engelska) | temperaturer i °C • månadsnederbörd i mm • Källa: Enviromental Canada - Canadian Climate Normals 1971-2000 - Selkirk, Manitoba (engelska) |
|         | 16 -13 -22 | 11 -8 -18 | 22 -1 -11 | 26 10 -2 | 57 19 6 | 93 23 12 | 80 26 14 | 75 25 13 | 58 18 7 | 36 10 1 | 24 -1 -9 | 15 -10 -19 |